# Андреас Христодулу (футболіст)
Андреас Христодулу (грец. Ανδρέας Χριστοδούλου, нар. 26 березня 1997, Нікосія) — кіпрський футболіст, воротар клубу АПОЕЛ.
Виступав, зокрема, за клуб «Омонія», а також національну збірну Кіпру.

## Клубна кар'єра
Народився 26 березня 1997 року в місті Нікосія. Вихованець футбольної школи клубу «Олімпіакос». Дорослу футбольну кар'єру розпочав 2013 року в основній команді того ж клубу, в якій провів два сезони, взявши участь у 18 матчах чемпіонату. 
Своєю грою за цю команду привернув увагу представників тренерського штабу клубу «Омонія», до складу якого приєднався 2015 року. Відіграв за нікосійську команду наступні три сезони своєї ігрової кар'єри.
Згодом з 2018 по 2022 рік грав у складі команд АЕК (Ларнака) та «Етнікос» (Ахна).
До складу клубу АПОЕЛ приєднався 2022 року. Станом на 3 серпня 2023 року відіграв за нікосійську команду 5 матчів в національному чемпіонаті.

## Виступи за збірні
У 2012 році дебютував у складі юнацької збірної Кіпру (U-17), загалом на юнацькому рівні взяв участь у 7 іграх, пропустивши 20 голів.
Протягом 2016–2018 років залучався до складу молодіжної збірної Кіпру. На молодіжному рівні зіграв у 13 офіційних матчах, пропустив 20 голів.
У 2022 році дебютував в офіційних матчах у складі національної збірної Кіпру.
| Дата      | Місто   | Господарі         | Результат | Гості | Турнір                               | Голи | Примітки |
| --------- | ------- | ----------------- | --------- | ----- | ------------------------------------ | ---- | -------- |
| 12-6-2022 | Белфаст | Північна Ірландія | 2 – 2     | Кіпр  | Ліга націй УЄФА 2022-2023 - 1-й етап | -2   |          |
| Усього    |         | Матчів            | 1         |       | Голів                                | -2   |          |